# Ånholmen (vid Dalsbruk, Kimitoön)
Ånholmen är en halvö i västra Rövik by i Dalsbruk i kommunen Kimitoön i landskapet Egentliga Finland. Vid Ånholmens sydspets finns ett skeppsvrak i trä.

## Etymologi
Förledet i Ånholm kommer från fornsvenskans 'arn' för örn. I dialekt har a-ljudet förlängts och övergått till å. Öar med namnen Ånholm eller Ånholmen förekommer i Finland i Brändö och Kumlinge på Åland, i Åbolands skärgård och i Borgå.